# Крочета (Ђенова)
Крочета је насеље у Италији у округу Ђенова, региону Лигурија.
Према процени из 2011. у насељу је живело 396 становника. Насеље се налази на надморској висини од 314 м.